# Huqin
Huqin (胡琴; pinyin: húqín) és una família d'instruments de corda fregada utilitzats en la música xinesa. Consisteix en una caixa de ressonància de perfil circular, o hexagonal o octogonal del qual surt un mànec o màstil sovint cilíndric i sense batedor. Gairebé tots els instruments d'aquesta família tenen dues cordes excepte alguns com el sihu que en té quatre que estan afinades per parelles, i alguns altres que en tenen tres. La tapa harmònica de la caixa de ressonància està feta o bé de pell de serp o bé de fusta molt prima. Les clavilles -tantes com cordes- travessen perpendicularment el mànec. En la majoria d'instruments d'aquesta família l'arc passa per entremig de les dues. En una part significativa d'aquests instruments el claviller té esculpit un cap de cavall, la qual cosa porta a pensar que el seu origen es troba en pobles de l'Àsia central, nòmades, per als quals el cavall hauria estat un element cultural fonamental.
Els huqin més comuns són l'erhu (conegut a vegades més comunament com a violí xinès), el zhonghu (o viola xinesa) i el gaohu, un instrument afinat més agut més aviat utilitzat a la música de Canton. Però, a més, s'han documentat uns altres 30 instruments del tipus huqin.
Sembla que tots aquests provenen d'un instruments denominat xiqin (奚琴), originàriament tocat pels Xi, un poble nòmada de l'Àsia central.
Al llarg del segle xx, i per influència de la música orquestral occidental, s'han desenvolupat instruments més grans de tessitura més greu per ser emprats a les orquestres de música tradicional xineses, com el dihu, el gehu i el diyingehu. Els dos últims són com versions del violoncel i del contrabaix dissenyats per tenir un timbre que lligui i empasti bé amb el de l'huqin. Habitualment aquests instruments tenen quatre cordes i trasts, es toquen igual com es tocarien el violoncel i el contrabaix, i difereixen molt de l'huqin tradicional.
Als països veïns s'utilitzen instruments semblants. Tal és el cas de Mongòlia, Corea, Japó, Vietnam, Tailàndia, Cambodja i Laos. Excepte en el cas de Mongòlia, en tots els altres seria per l'acció de la influència de la música xinesa.

## Llista d'instruments xinesos del tipushuqin

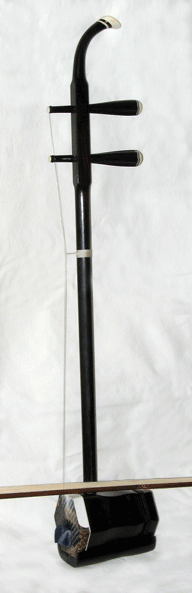
Vista lateral d'un erhu, el tipus més comú d’huqin xinès

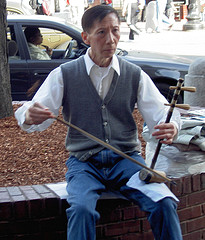
Jinghu

### Erhu
L'erhu (xinès: 二胡; pinyin: èrhú), també anomenat nanhu (南胡) que significa 'violí del sud', i a occident també conegut com a violí xinès de dues cordes, és un instruments de dues cordes afinades a un interval de quinta, fregades per un arc que passa entremig d'aquestes, i emprat tant a la música solista com en conjunts de dimensions molt diverses. La caixa de ressonància és de perfil hexagonal i la tapa harmònica de pell de pitó. La tècnica d'interpretació comporta desplaçar l'arc en relació al pla de les cordes la qual cosa dona a les cerres la tensió necessària.
Fou introduït a la Xina fa més de 1000 anys i es creu que és una evolució del xiquin (奚琴) que era descrit com un llaüt estranger, de dues cordes al Yue Shu (樂書, yuèshū, literalment llibre de música), un treball enciclopèdic sobre música escrit pel teòric Chen Yang durant la dinastia Song. Com tots els huqin s'hauria originat entre el poble Xi de l'Àsia central i hauria arribat a la xina al segle x.
El primer caràcter del seu nom (二, èr, dos) vindria del nombre de cordes. El segon, (胡, hú) indica que és un membre de la família dels huqin; aquest nom, literalment, significa instrument bàrbar o estranger, la qual cosa acredita el seu origen no xinès, concretament del Nord de la Xina, en terres habitades per pobles que no eren Han

### Gaohu
El Gaohu (xinès simplificat: 高胡, pinyin: gāohú; yue: gou1 wu4); també anomenat yuehu (xinès simplificat: 粤胡, pinyin: Yuèhú) va ser construït a partir de l'erhu en els anys 1920 per l'intèrpret i compositor Lü Wencheng (1898-1981) i emprat a la música instrumental i l'òpera de Canton on és l'instrument principal. La seva caixa de ressonància és una mica més petita que la de l'erhu i el seu so és més lleuger i brillant. Les dues cordes estan afinades en un interval de quarta (sol4 - re5). Des de Canton s'ha difós a la resta de la Xina on no es toca entre els genolls sinó sobre la cuixa com l'erhu.

### Banhu
El banhu (板胡, pinyin: bǎnhú) es toca, sobretot, al nord de la Xina. Ban significa fusta i hu remet a la família. La caixa de ressonància acostuma a fer una closca de coco i la part frontal és més aviat de fusta que no pas de pell de serp. A vegades s'anomena banghu perquè es fa servir en l'òpera bangzi del nord de la Xina.

### Yehu
També té la caixa de ressonància feta de coco, però és propi de la música del sud de la Xina.

### Jinghu
El jinghu (京胡; pinyin: jīnghú) es toca sobretot a l'òpera de Pequín i és el més petit i més agut de la família. Porta sovint la melodia, la qual recolza en el jing erhu.

### Jing erhu
El jing erhu (京二胡; pinyin: jīng èrhú) rep aquest nom pel fet que s'usa al jing xi, o Òpera de Pequín. És més greu que el jinghu. Va ser popularitzat a la dècada de 1920 per Wang Shaoqing. Abans les seves cordes eren de seda però des dels anys 1960 es fan més sovint d'acer.

### Zhonghu

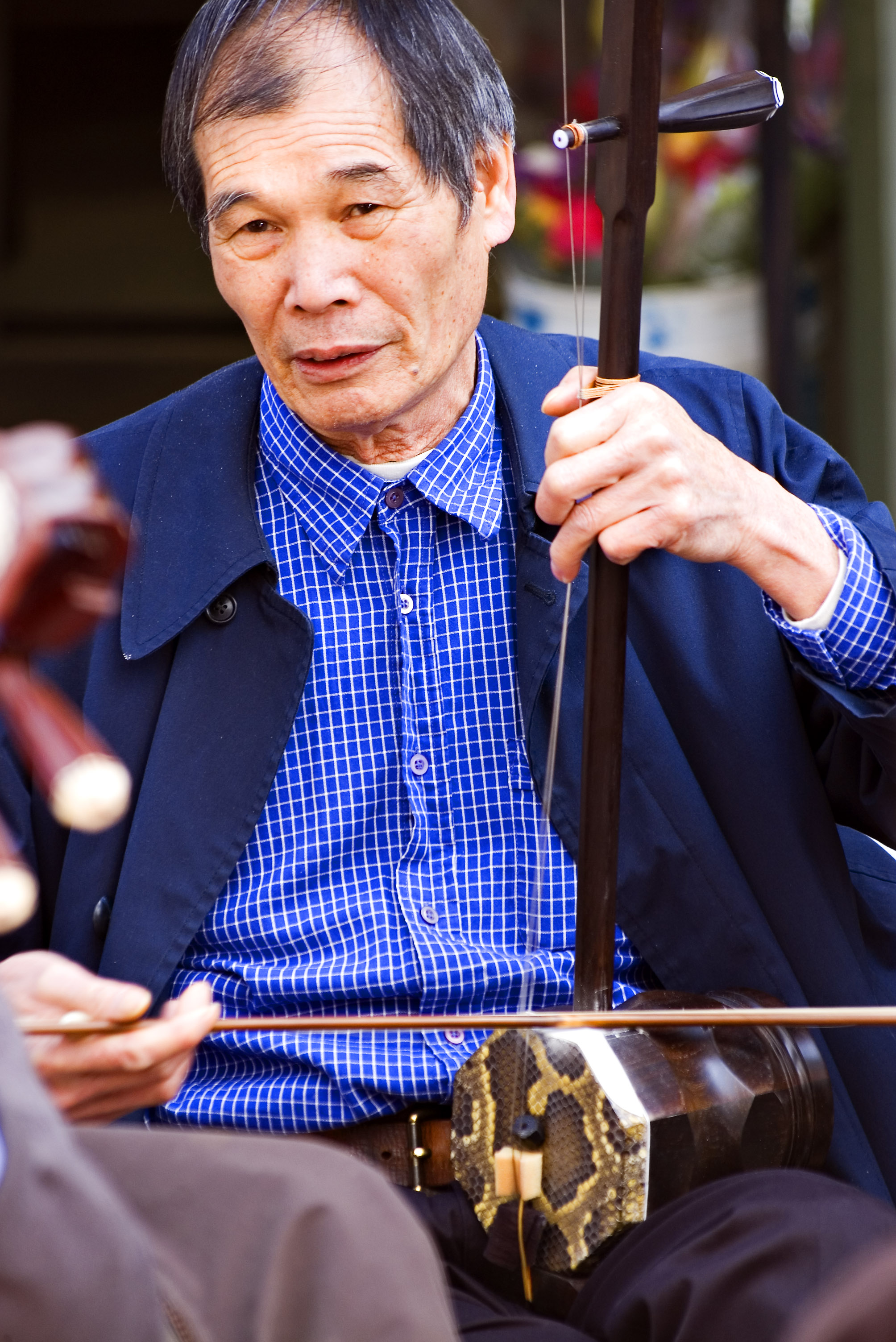
Zhonghu

El zhonghu (中胡, pinyin: zhōnghú) és un instrument greu, desenvolupat a la dècada dels 1920 com un equivalent de la viola europea per ser emprada en els conjunts de música tradicional. És igual que l'erhu però una mica més gran i més greu. L'afinació és en la - mi o bé en sol - re.

### Yehu

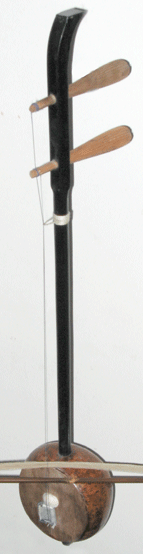
Yehu

El yehu (椰胡; pinyin: yēhú) es fa servir sobretot a Taiwan i a les províncies costaneres meridionals. Tant el fons de la caixa de ressonància com la taula harmònica són de coco. S'usen tant cordes de seda com d'acer.

### Erxian
L'erxian (二弦; pinyin: èrxián; literalment dues cordes) s'empra en conjunts de corda de la música cantonesa. Vers els 1920, ab l'ascens del gaohu, l'erxian va quedar més aviat oblidat, i fins a finals del segle XX quasi només s'ha fet servir en l'òpera de Canton.

### Tiqin
El tiqin (xinès: 提琴; pinyin: tíqín) és un nom que s'aplica a diversos instruments d'aquesta tipologia i que s'usen, respectivament, a l'òpera kunqu, a la música Guangdong de Canton i a la música de Fujian i de Taiwan.
El que s'utilitza a la música de Canton, també conegut com a zhutiqin (竹提琴) es fabrica amb algun tipus de fusta noble, sovint suanzhi (酸枝, palissandre) o zitan (紫檀, Pterocarpus santalinus), i s'afina en Mi - La.
A més, aquest terme s'usa com a terme genèric per referir-se als instruments occidentals de la família del violí segons aquesta correspondència: 
- Xiao tiqin (小提琴) = violí
- Zhong tiqin (中提琴) = viola
- Da tiqin (大提琴) = violoncel
- Diyin tiqin (低音提琴) = contrabaix

### Tihu
El tihu (提胡) és emprat per persones de l'ètnia Teochew o Chaozhou que es troba al sud de la Xina així com a la regió de Shantou i als països on han emigrat persones d'aquest poble com Tailàndia i Singapur. És una adaptació del gaohu que usen els cantonesos, am la seva caixa de ressonància tubular recoberta de pell de pitó. Es toca amb la caixa de ressonància entre els genolls. Es considera l'instrument principal del conjunt Chaozhou xianshii toca d'una manera més lírica i més lenta que l'erxian.

### Daguangxian[2]
El daguangxian (xinès tradicional: 大廣弦, xinès simplificat: 大广弦, pinyin: dàguǎngxián; literalment "instrument de corda ample") s'usa sobretot a Taiwan i a Fujian, entre els Hakka i el Min Nan. El seu cos és rodó i ample. A vegades rep els noms de datongxian (大筒弦), guangxian (广弦), i daguanxian (大管弦).

### Hexian
El hexian té una mida considerablement gran i és emprat sobretot pels Hakka de Taiwan

### Huluhu
El huluhu (xinès tradicional: 葫盧胡, xinès simplificat: 葫芦胡, pinyin: húlúhú) té la caixa de ressonància feta amb una carbassa i la part de davant de fusta prima. Sobretot l'usa el poble Zhuang a la província meridional de Guangxi. El nom prové de húlú ("carbassa") i hú (abreviació de huqin).

### Maguhu
El maguhu (馬骨胡; simplificat: 马骨胡; pinyin: mǎgǔhú) té la caixa de ressonància feta amb fèmur de cavall o alternativament de vaca o mul, recoberta a la cara anterior amb pell de serp o de tauró o de granota, amb un cap de cavall esculpit al final del col. Sobretot l'usen els Zhuagn i els Buyei de la província meridional de Guangxi i forma part dels grups instrumentals que acompanyen l'òpera Guangxi guiju, i en el conjunt bayin (八音) dels Zhuang junt amb el tuhu, el huluhu, el sanxian, tambors, címbals i altres instruments. El nom deriva de mǎ gǔ, que significa os de cavall i hu, abreviació de huqin.

### Tuhu
El tuhu (土胡, pinyin: tǔhú) és un instrument propi dels Zhuang, de la província de Guangxi i forma part del seu conjunt bayin (八音, lit. "vuit sons"). També s'usa a Yunnan. La caixa de ressonància és feta amb una carbassa coberta de pell de serp. Les cordes a finades en un interval de quinta i sona més greu que el maguhu.

### Jiaohu
El jiaohu (角胡; pinyin: jiǎohú) té la caixa de ressonància feta amb una banya de vaca coberta de pell de serp. L'utilitzen sobretot els Gelao de Guangxi. El nom prové de jiǎo (角, 2banya") i hú (胡, abreviació de huqin).

### Zhuihu
El zhuihu (坠胡, pinyin: zhùihú; també anomenat zhuiqin o zhuizixian) probablement va evolucionar a partir del sanxian amb el qual guarda semblances. Contràriament al que passa amb la resta d'instruments del tipus huqin, les cores són pressionades amb els dits contra un batedor. S'usa per acompanyar un tipus de cant narratiu denominat zhuizique s'originà a la província xinesa de Henan. Una versió més moderna d'aquest, anomenada leiqin es desenvolupà al segle xx. El kokyu japonès hi està relacionat.

### Leiqin
El leiqin (雷琴, literalment "instrument com el tro"; també anomenat leihu) té una caixa de ressonància de metall, amb tapa harmònica de pell de serp, dues cordes, i batedor sense trasts. Es toca recolzant-lo a la falda. Va néixer cap als 1920 d'una adaptació del zhuihu.

### Sihu

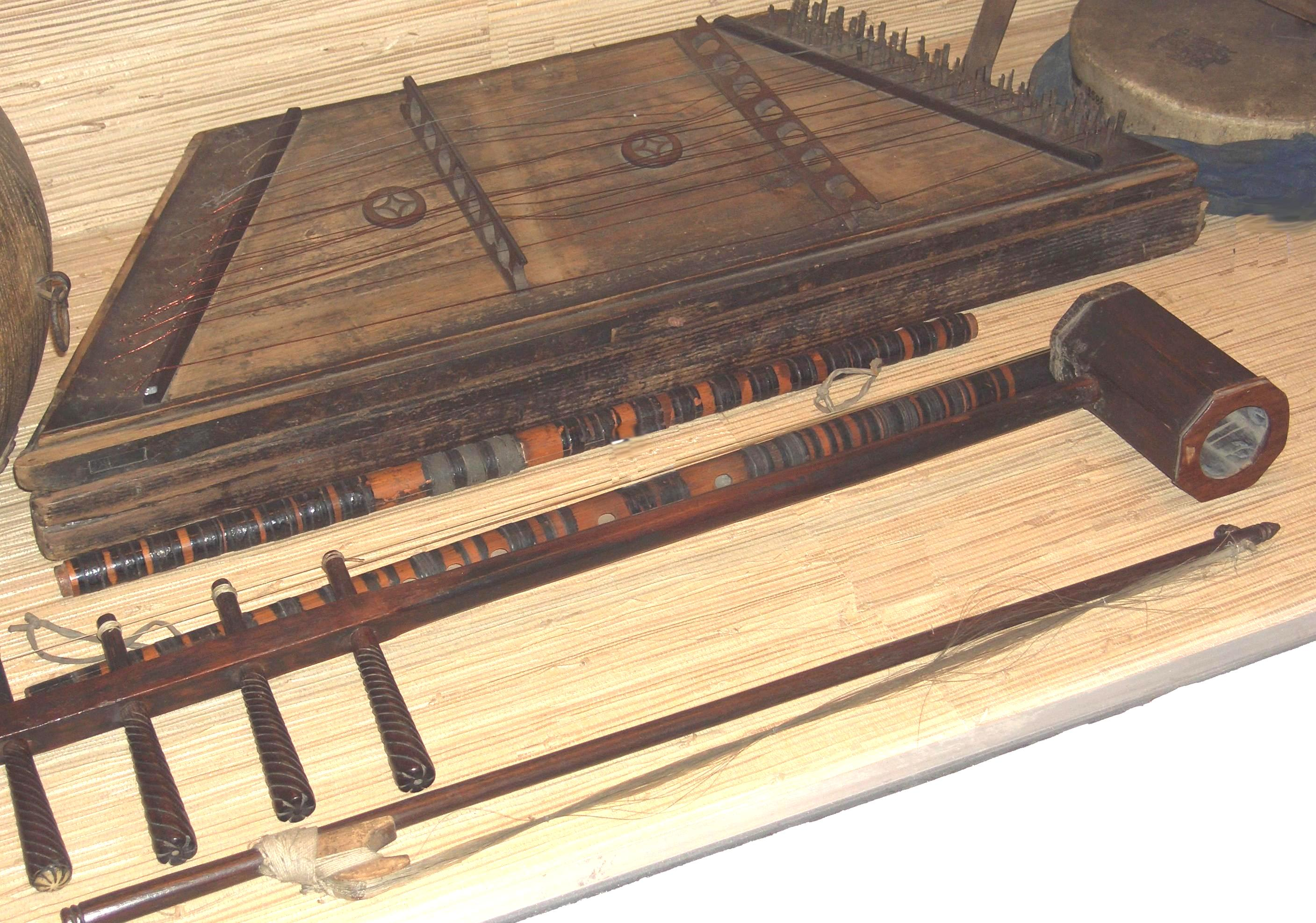
A la part inferior de la fotografia, un sihu

El sihu (四胡; pinyin: sìhú) té quatre cordes. El seu nom prové de sì (四, quatre en xinès) i hú (胡, hu, abreviació d'erhu). La caixa i el coll són de fusta noble i la tapa harmònica de pell de serp, cabra o ovella. Es construeix en diverses mides; el més greu afinat en do, do, sol sol; el mitjà a la quinta superior i el més agut encara una altra quinta més agut (re, re, la, la). Es toca recolzant-lo a la falda i fent sonar les cordes de dues en dues. Les cerres de l'arc passen entre els dos parells de cordes.
Principalment s'associa a la cultura de Mongòlia i es toca tant en aquell estat com a la regió autònoma de la Mongòlia interior, a la Xina. També s'usa a les regions xineses de Liaoning, Jilin i Heilongjiang. També és un instrument d'acompanyament dels gèneres narratius xinesos. Són instruments similars a aquest el dörvön chikhtei khuur de Mongòlia i el byzaanchy de Tuva.

### Sanhu
El sanhu (xinès: 三胡; pinyin: sānhú) té tres cordes i s'originà en els 1970 com un erhu amb un baix afegit. Els yis de la província meridional de Yunnan toquen un instrument gran de tres cordes que anomenen igual.

### Dahu
El dahu (大胡, pinyin: dàhú) és semblant a l'erhu però afinat una octava més greu. El nom deriva de "da" (greu) i "hu", abreviació d’erhu. Es va crear cap als 1930 per usar-lo a les orquestres com a membre tenor del conjunt, però a finals del segle XX ja havia caigut força en desús; el fet que l'arc passi entre les cordes dificulta l'execució de pizzicato. En el seu lloc s'usen més altres instruments de tessitura semblant com el gehu i el diyingehu. A vegades s'anomena cizhonghu i també ''xiaodihu.

### Dihu
El dihu (低胡, pinyin: dīhú) es fabrica en tres mides que reben noms diferents:
- El xiaodihu (小低胡, també anomenat dahu o cizhonghu), una octava més greu que l'erhu (afinat re2 - la2) i és el tenor de la família.
- El zhongdihu (中低胡), una octava per sota del zhonghu, afinat sol1 - re2 i que és el baix de la família.
- El dadihu (大低胡), una octava per sota del xiaodihu i dues per sota de l'erhu, actua com el contrabaix del grup.

Aquests instruments es desenvoluparen a la dècada dels 1930 per a usos orquestrals, emprant l'erhu com a soprano i el zhonghu com a contralt però a finals de segle ha caigut en desús. El seu nom deriva de 2di" (greu) i "hu" en referència a l'erhu.

### Gehu
El gehu (革胡; pinyin: géhú) és un instrument desenvolupat al segle XX per ang Yusen (杨雨森, 1926-1980)com una fusió de huqin xinès i el violoncel. Té quatre cordes, afinades com el violoncel. Contràriament a molts instruments del grup del huqin, el pont no toca la pell de serp.Hi ha un gehu contrabaix conegut com a diyingehu, digehu, o beigehu (倍革胡). Avui conserva la seva popularitat a Taiwan i a Hong Kong tot i que fins i tot allí el violoncel l'està substituint.

### Laruan
El lāruǎn (拉阮; també escrit com a la ruan) és relativament nou i intenta unir l'acústica del ruan i la del violoncel. És com un dalaruan (大拉阮, va ser de la tessitura d'un contrabaix) però més agut. Es creà al segle XX com una alternativa a altres instruments de tessitura greu per emprar a les orquestres, com el dihu, el gehu, el damatouqin o el paqin. L'Orquestra Nacional Tradicional Xinesa és una de les poques orquestres que el fa servir.

### Paqin
El paqin (琶琴) i el dapaqin (大琶琴) són dos altres instruments del mateix grup també emprats a les orquestres d'instruments tradicionals xinesos.

### Xiqin
El xiqin (奚琴; pinyin: xīqín) va ser adoptat, en temps remots, dels Xi, un poble de l'Àsia central, pels xinesos. Probablement de tots els instruments de la família de Huqin sigui el més original, de manera que l'erhu i tots els altres derivarien d'aquest. Probablement haurien estat els Xi, un poble d'ètnia mogol o kitan que viu a les terres del riu Xilamulum, al Nord-est de la Xina. Va aparèixer a la Xina durant la dinastia Tang; en aquell temps es tocava amb un arc fet de canya de bambú. Posteriorment, durant la dinastia Song es desenvolupà i es va començar a fer sonar amb un arc amb crinera de cavall. L'any 1105, durant la dinastia Song, l'instrument encara era descrit com a forà segons el tractat enciclopèdic sobre música Yuè Shū (樂書; literalment llibre de música) escrit pel teòric Chen Yang (陳暘).
Té dues cordes de seda i es col·loca en posició vertical.
Són instruments similars l'erxian (vegeu més amunt), el haegeum de Corea (hangul: 해금; hanja: 奚琴) (que, de fet, deriva del xiqin: el nom en coreà és la pronunciació en aquesta llengua dels signes alfabètics xinesos), el niutuiqin o niubatui (牛腿琴 or 牛巴腿), el matouqin (馬頭琴) de Mongòlia, així com l'Aijieke (艾捷克) de Xinjiang i el sataer (萨它尔) de la mateixa zona.

## Instruments relacionats, en altres països asiàtics

### Cambodja

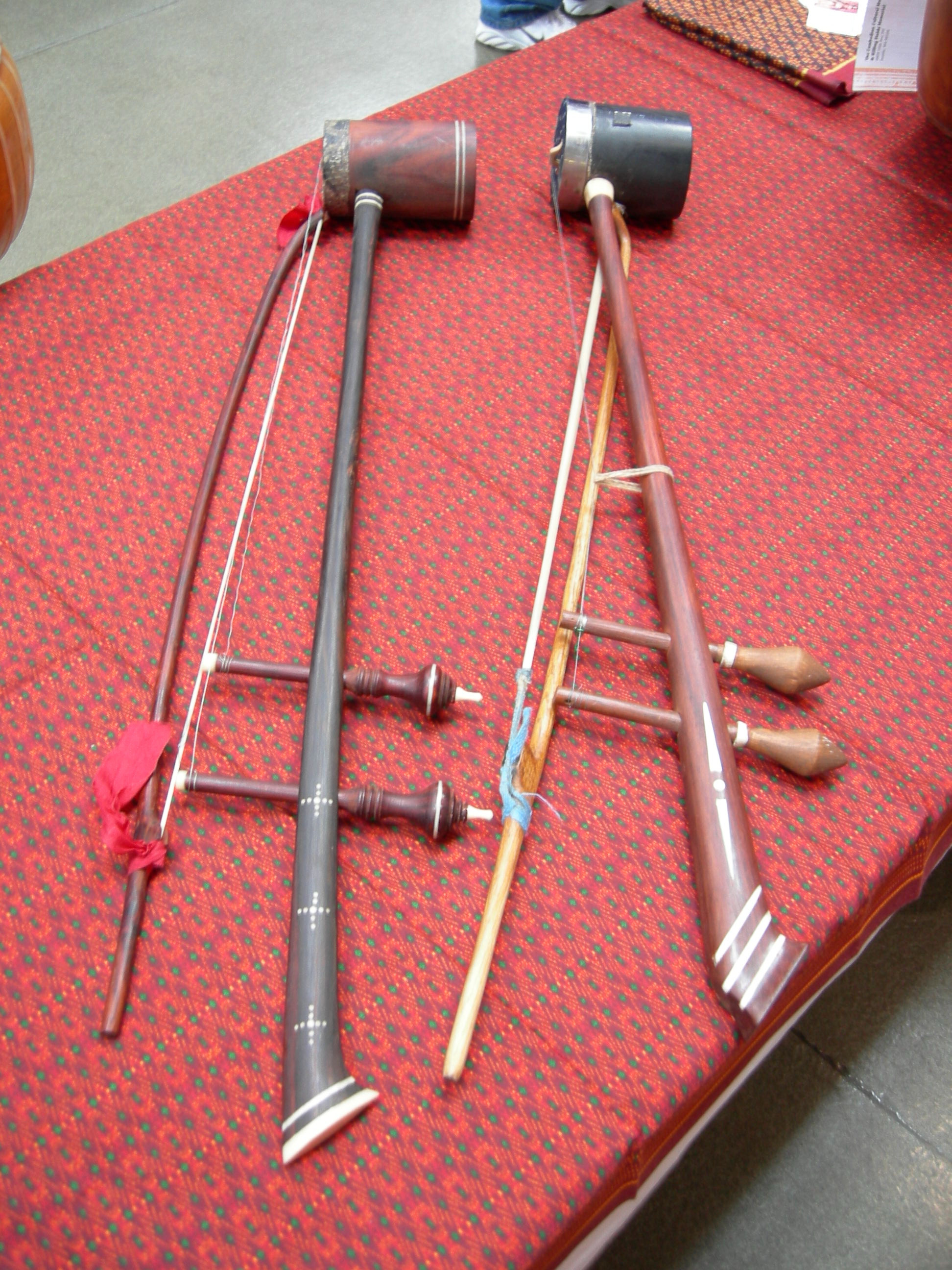
Instruments de corda fregada cambodjans

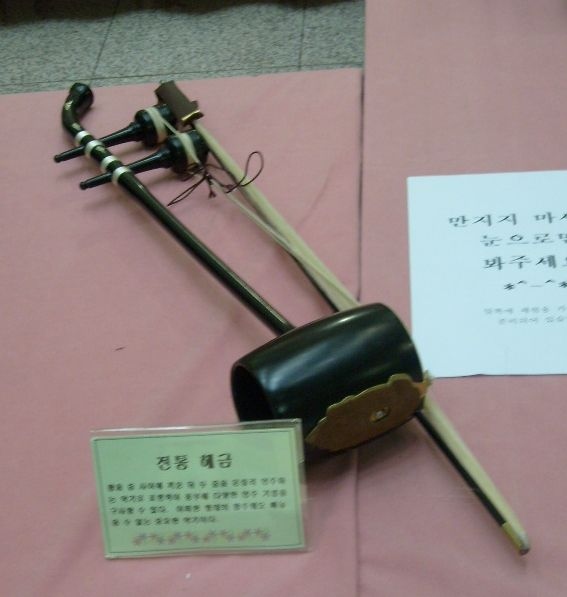
Haegeum i el seu arc

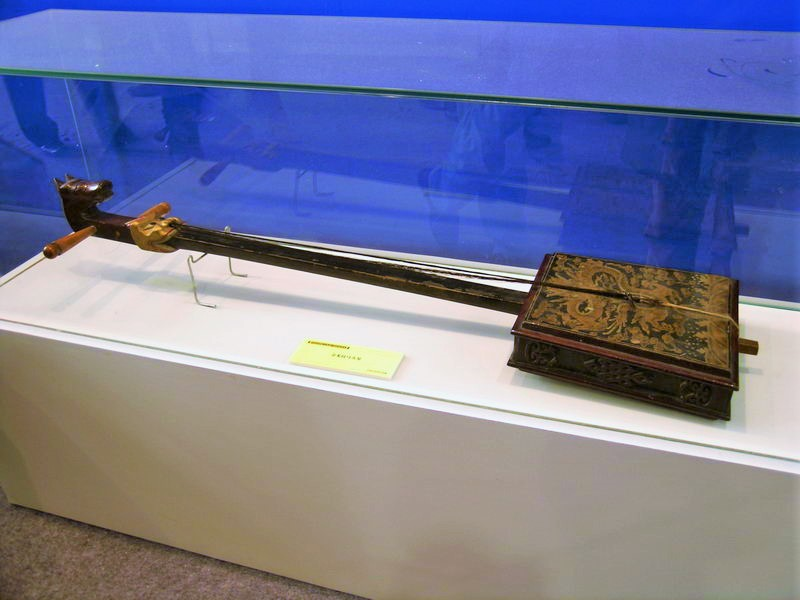
Morin Khuur en una exposició sobre Patrimoni Oral i Immaterial de la Humanitat, 2006

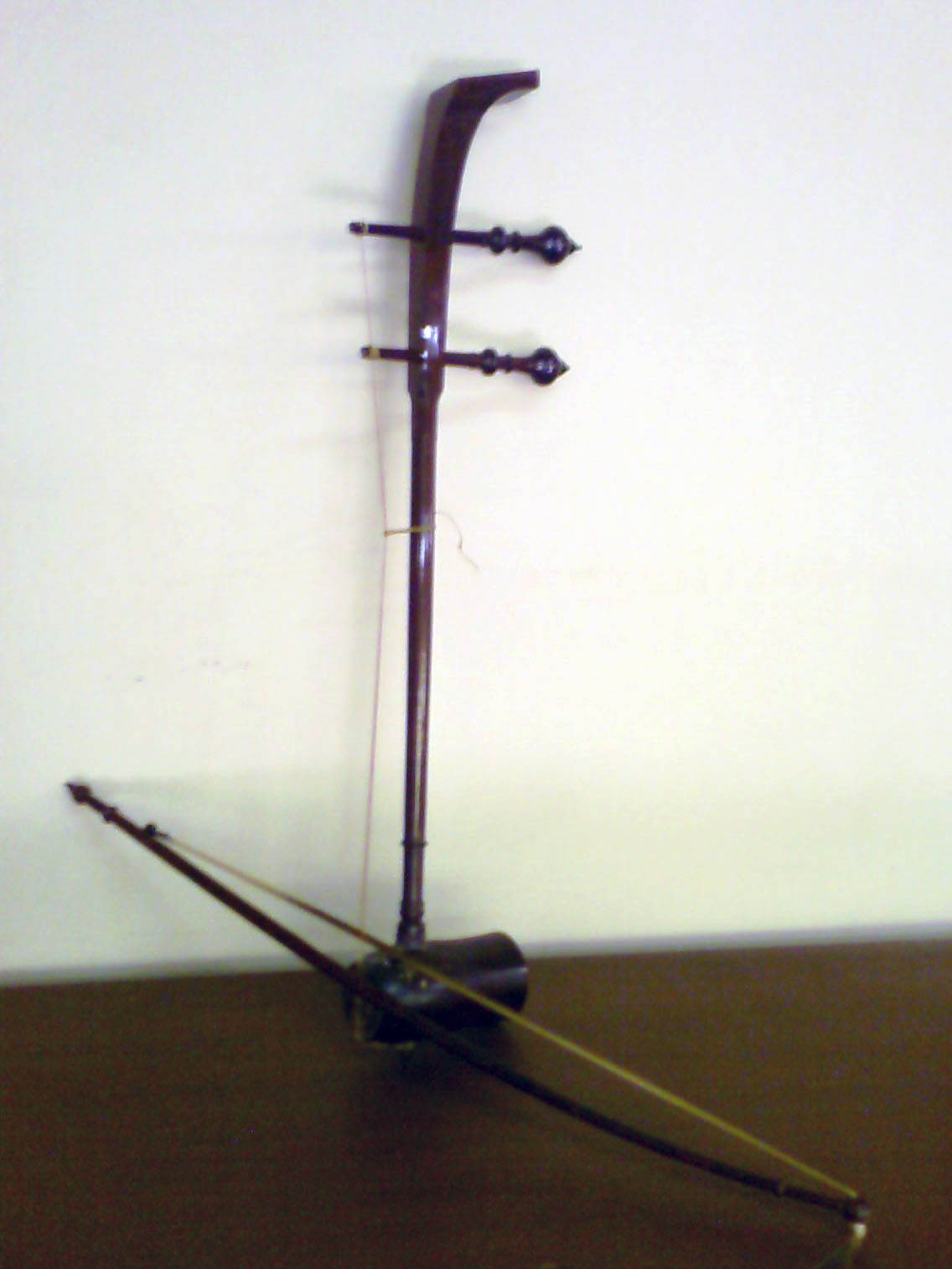
Saw duang i el seu arc

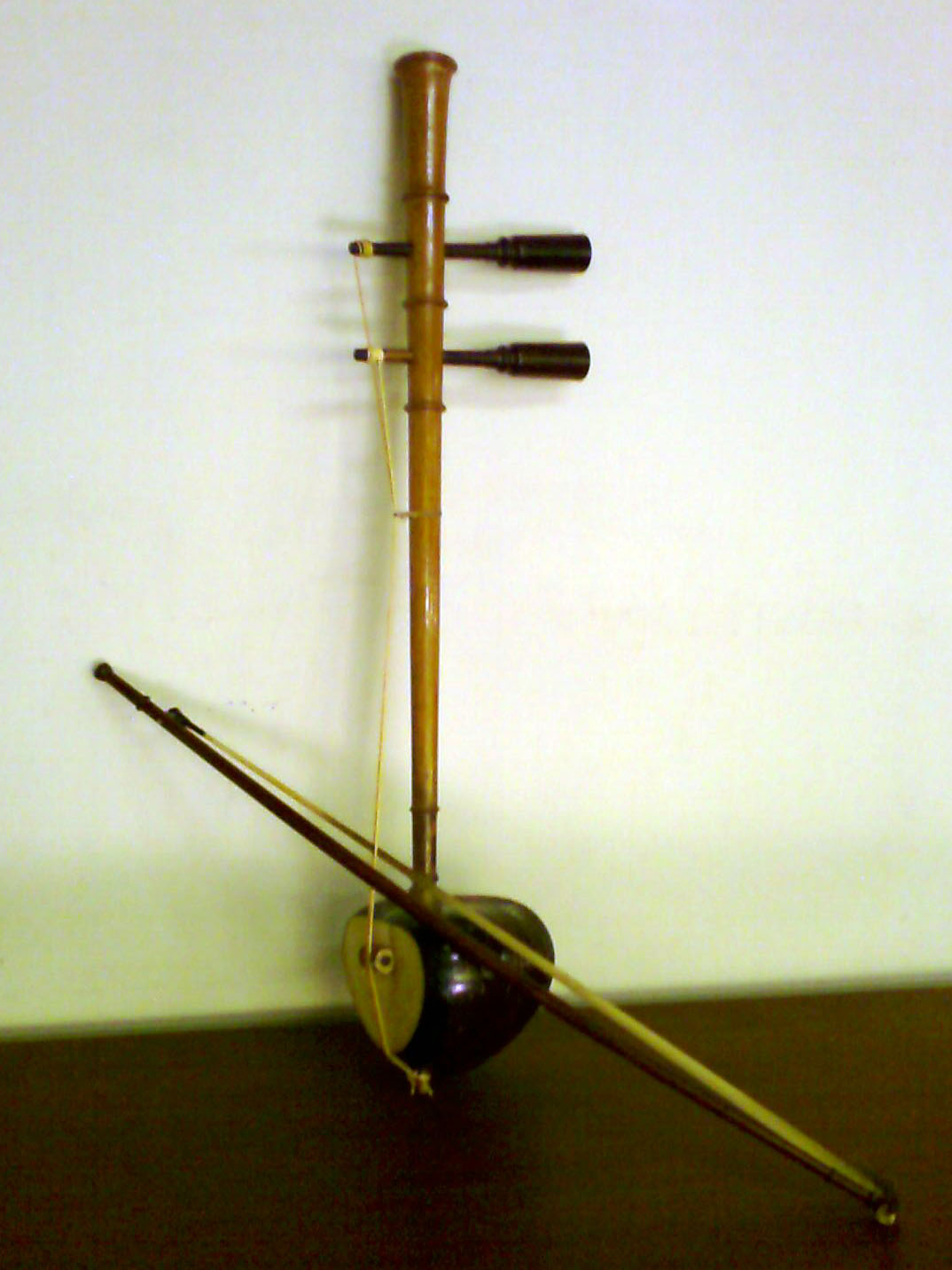
Saw u i el seu arc

- Tro és el nom genèric que reben a Cambodja els instruments de corda fregada. En aquesta família s'hi inclouen els de dues cordes com el tro u, el tro sau toch, el tro sau thom, i el tro che, així com el tro khmer de tres cordes i amb una pica per recolzar-lo a terra.
- El tro hu té una tessitura aguda, la caixa de ressonància feta amb un coco coberta amb pell de serp, i les cordes fetes de seda, niló o metall que passen per sobre d'un pont fet de bambú, fusta, os, ivori o petxina. És similar al saw u tailandès i al yehu xinès.

- El tro khmer té tres cordes de seda i està relacionat amb el saw sam sai de Tailàndia.

### Japó
El kokyū (胡弓) és un instrument tradicional del Japó, l'únic que és de corda fregada i que es creu que hi fou introduït des de la Xina juntament amb el shamisen. El seu material, forma i so no s'assemblen amb cap altre al Japó. N'hi ha una versió a Okinawa que -en la seva llengua- es coneix com a kucho
Sembla com una versió més petita del shamisen; té 70 centímetres de llargada, un coll de benús, la caixa feta de coco o de fusta de Styrax japonica coberta per les dues bandes amb pel de gat (o de serp a Okinawa). Té tres cordes (rarament quatre) i es toca en posició vertical. Havia format part del conjunt sankyoku juntament amb el koto i el shamisen però des de principis del segle XX el shakuhachi acostuma a tocar les parts abans reservades a ell.
L'instrument s'ha fet més popular d'ençà que incorporà la quarta corda la qual cosa permeté ampliar la tessitura. Hi ha una societat dedicada a la seva promoció. També s'ha fet servir en el blues i el jazz, sobretot per part d'Eric Golub.
És semblant al leiqin i al zhuihu xinesos. El mot kokyu, en japonès, tant es pot referir a aquest instrument com a qualsevol instrument de corda fregada d'origen asiàtic. D'aquí que, quan hom toca l'erhu xinès al japó també, a vegades, n'hi diuen kokyu.

### Corea
El haegeum és un instrument propi de Corea. Tant el coll com la caixa de ressonància tenen forma cilíndrica i es toca -amb un arc- en posició vertical sobre el genoll. Està especialment relacionat amb el xiqin i amb l'erxian.
El sohaegeum (소해금) és una versió modernitzada, amb quatre cordes, que només es troba a Corea del Nord.

### Mongòlia
El Morin Khuur és un instrument de dues cordes, amb una caixa de ressonància feta de fusta de forma trapezoïdal, propi de Mongòlia, que a la Mongòlia Interior, xinesa, es coneix amb el nom de matouqin, i que està emparentat amb instruments de les regions de Tuva, Kirguizstan i Kazakhstan d'on es pot deduir que el seu origen estaria als pobles turquesos que antigament habitaren les planes de Mongòlia.
És un element fonamental de la cultura mongola i representa un símbol nacional.

### Tailàndia
Una sèrie d'instruments tailandesos d'aquesta tipologia reben el nom de saw.
El saw duang (ซอด้วง) té una caixa de ressonància de fusta noble coberta a la part superior amb una pell de pitó, i les seves dues cordes són de seda. Se sosté verticalment.
El saw u (ซออู้); també escrit a vegades com a saw ou) té una caixa de ressonància feta amb una closca de coco coberta per la cara anterior amb pell de vaca. També té dues cordes i es toca en posició vertical; l'arc passa entre les dues cordes. És semblant al tro u de Cambodja (vegeu més amunt) i al yehu xinès (íd.), tot i que aquests darrers tenen una taula harmònica de fusta i no pas de pell de vaca.
El saw sam sai (ซอสามสาย; també escrit saw samsai, i ocasionalment denominat simplement sam sai; literalment "violí de tres cordes") té una caixa de ressonància feta d'un tipus especial de coco coberta per una cara amb pell d'animal; té tres cordes. Tradicionalment, l'instrumentista enganxa una pedra preciosa sobre la pell per tal de reduir-ne la vibració.
Està relacionat amb el tro khmer de Cambodja, amb el qual té moltes semblances.
Altres instruments del mateix grup són el sa lor que ve a ser una versió més bàsica i simplificada del saw sam sa i que es toca al nord del país, el saw duang, el saw peep (ซอปีบ or ซอปี๊บ) o saw krapawng (ซอกระป๋อง)-més petit que els altres, de dues cordes amb caixa de ressonància metàl·lica, que es toca a la regió d'Isan, al Nord-est del país-, el saw bong (ซอบั้ง) -emprat tambá a Isan-, el salaw (สะล้อ), de tres cordes, amb una pica per recolzar-lo a terra, i propi de la regió de Lanna. i el saw bong, propi del nord-est del país.

### Tuva
El byzaanchy (tuvà: бызаанчы; rus: Бизанчи; també transliterat com a byzanchi o byzanchie) és un instrerument de quatre cordes qu es toca en posició vertical, propi de la música de Tuva. És similar al sihu xinès, però la seva caixa de ressonància és feta de fusta mentre que la del sihu normalment és de metall; normalment és cilíndrica i més rarament cúbica. Les quatre cordes estan afinades per parelles a un interval de quinta. Les cerres de l'arc són fetes amb pèls de crinera de cavall i estan disposades en dos feixos. El capdamunt del claviller normalment té un cap de cavall esculpit.

### Vietnam
El đàn gáo és un instrument de corda fregada de dues cordes, amb la caixa de ressonància feta amb una closca de coco amb una taula harmònica feta de fusta i un pont fet amb una petxina. Dan és la denominació genèrica per a tots els instruments de corda a Vietnam. El nom de l'instrument literalment significa instrument de corda dan. Està estretament relacionat amb el yehu xinès i presumiblement hauria estat introduït al país per immigrants de Chaozhou o cantonesos. Sobretot és emprat a la música tradicional del Sud del país. Segons la preferència de l'intèrpret pot tenir cordes de seda, de niló o de metall; també pot tenir afinacions diverses en funció del repertori, tot i que l'interval entre les dues cordes sempre és una quinta.
El dan nhi és el més important dels instruments d'arc vietnamites. La caixa de ressonància és de bambú o de fusta noble coberta amb pell de serp. L'arc passa entre les dues cordes. Apareix en la música cerimonial, vinculada a la cort, la música de cambra i el teatre. Sona més agut que els altres dos.
El dan ho (ho deriva del xinès hu) té una caixa de ressonància més gran, de fusta noble o de coco com el dan gao. Té la ateixa tècnica que el dan gao. Fa solos o bé dona base al dan nhi.